# Progression (pédagogie)
Pour les articles homonymes, voir Progression.
Le mot progression est ici entendu du point de vue de l’enseignant, comme la réflexion autour des étapes permettant l'acquisition de compétences, et aboutissant à une programmation des séances. Il ne sera pas abordé la progression des élèves, qui les voit au fil du temps acquérir les compétences. 
Une progression nécessite une série d’étapes, détaillées par Manuel Musial et André Tricot : 
- une définition des savoirs à enseigner ;
- une planification de l’enseignement ;
- l’élaboration de ressources pour enseigner.

La phase de planification peut s'organiser sous une forme spiralée ou sous la forme de boucles, dans lesquelles les concepts sont articulés aux méthodes pour un apprentissage passant du particulier au général et devenant de ce fait plus durablement mémorisé.  
L'apprentissage spiralaire avait déjà été présenté par Jean-Pierre Astolfi dans L'École pour apprendre, qui mettait en garde contre le risque, lors des reprises, de ne pas développer plus avant la compétence abordée, ce qui s’assimilerait alors à du sur-place. 
La progression s’envisage donc à plusieurs échelles (le cycle, l’année, la séquence), et offre une trame à la fois souple et efficace pour la mise en œuvre d’un enseignement.
La progression est appliquée dans toutes les matières, et l’on en trouve des illustrations en Sciences de l’ingénieur , en philosophie  ou en arts plastiques .